# Dismorphia medora
Dismorphia medora is een vlinder uit de onderfamilie Dismorphiinae van de familie van de witjes (Pieridae).
De wetenschappelijke naam van de soort werd in 1845 gepubliceerd door Doubleday.